# Tatra 57

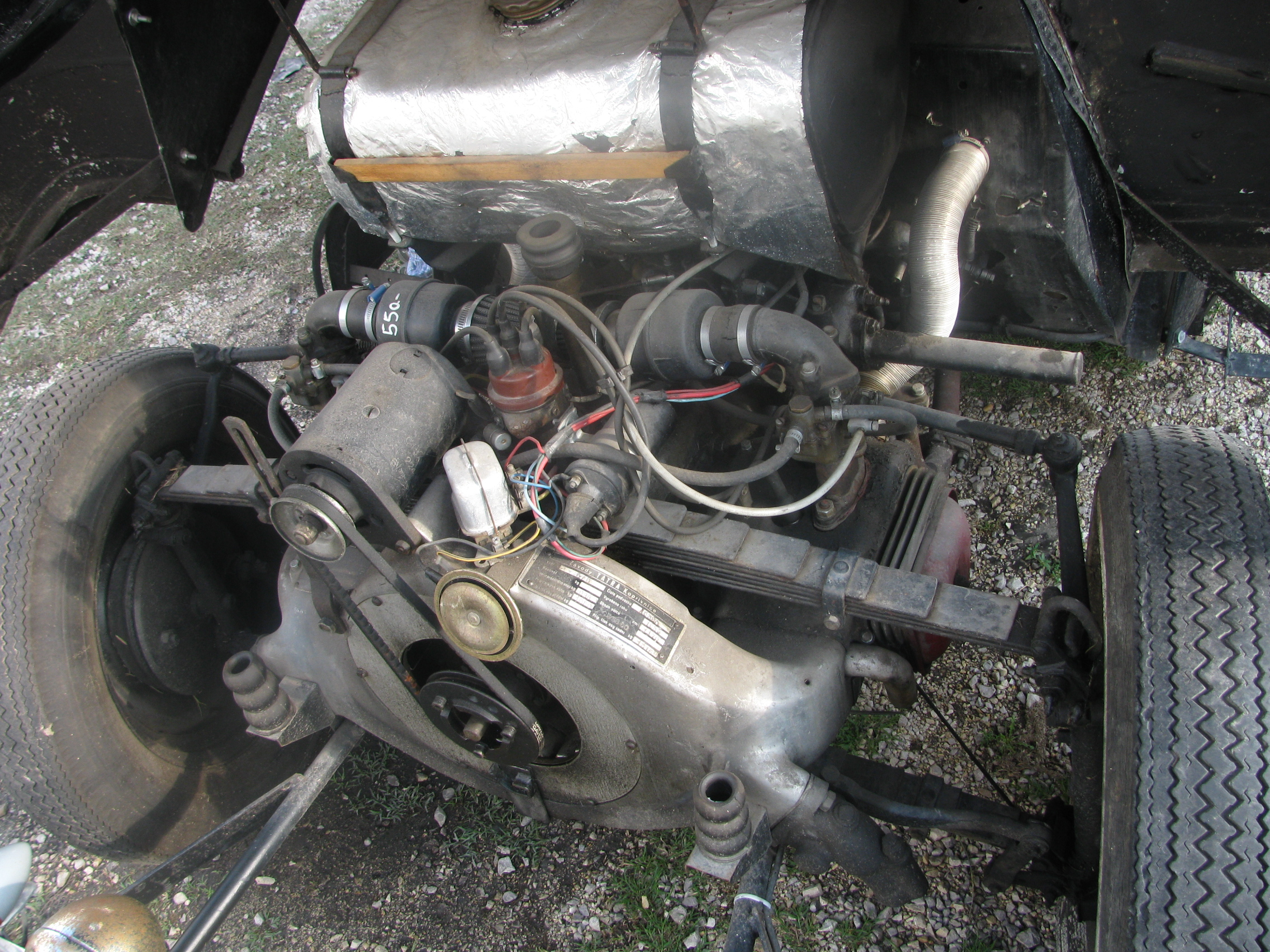
V4-Ottomotor des Tatra 57

Tatra 57 ist eine Baureihe von Personenkraftwagen des tschechoslowakischen Herstellers Tatra. Das Fahrzeug der 1930er und 1940er Jahre basierte auf Entwicklungen des leichteren Typ 12 von 1926 und des schwereren Tatra 52 von 1930.

## Beschreibung
Hans Ledwinka entwickelte das Fahrzeug. Es hat einen gebläsegekühlten Vierzylindermotor mit OHV-Ventilsteuerung. Er wird gewöhnlich als Boxermotor bezeichnet, ist aber tatsächlich ein V-Motor mit 180° Gabelwinkel und nur einem Kurbelzapfen für zwei Pleuel, sodass sich die gegenüberliegenden Kolben nicht gegenläufig bewegen.
Es ist ein Frontmotor, der über eine Einscheiben-Trockenkupplung und ein unsynchronisiertes Vierganggetriebe mit Mittelschaltung die Hinterräder antreibt. Das Fahrgestell besteht aus einem Zentralrohr. Die Vorderräder sind an zwei Querblattfedern aufgehängt, die hinteren an einer Pendelachse mit einer Querblattfeder. Alle vier Räder haben über Seilzug mit Längenausgleich betätigte Trommelbremsen, die Vorderachse eine Zahnstangenlenkung.
Alle zivilen Karosserien sind zweitürig.
Laut zweier Quellen wurden 22.000 Fahrzeuge hergestellt. Andere Quellen weichen davon ab. So kommt eine Enzyklopädie für tschechische und slowakische Automobile auf 27.025 Exemplare.

## Die einzelnen Modelle

### Tatra 57
Die erste Ausführung gab es je nach Quelle ab 1931, von 1931 bis 1935, 1932 bis 1935 oder 1931 bis 1936.
Die Zylinder des Motors haben 70 mm Bohrung und 75 mm Hub, was 1155 cm³ Hubraum ergibt. Als Motorleistung sind je nach Quelle 17,8, 18 oder 20 PS angegeben.
Das Fahrgestell hat laut einer Quelle anfangs 2640 mm Radstand, der für Modelle ab 1934 auf 2550 mm gekürzt wurde, und 1190 mm Spurweite. Eine andere Quelle gibt durchgängig 2635 mm Radstand bei gleicher Spurweite an. Die Fahrzeuge sind 3400 bis 3500 mm lang, 1450 mm breit und 1500 mm hoch. Das Leergewicht beträgt je nach Quelle 780 kg oder 850 kg. Die Höchstgeschwindigkeit liegt je nach Quelle bei 80 km/h oder 85 km/h.
Bekannt sind Aufbauten als Limousine, Cabriolet, Cabriolimousine, Roadster, Kombi und Kastenwagen.
Äußere Unterscheidungsmerkmale zu den folgenden Ausführungen sind die Frontmaske aus Blech anstelle einer Kühlergrillattrappe sowie die 18 Zoll großen Reifen.
Von dieser Version wurden entweder 5997 oder 6000 Fahrzeuge gefertigt.

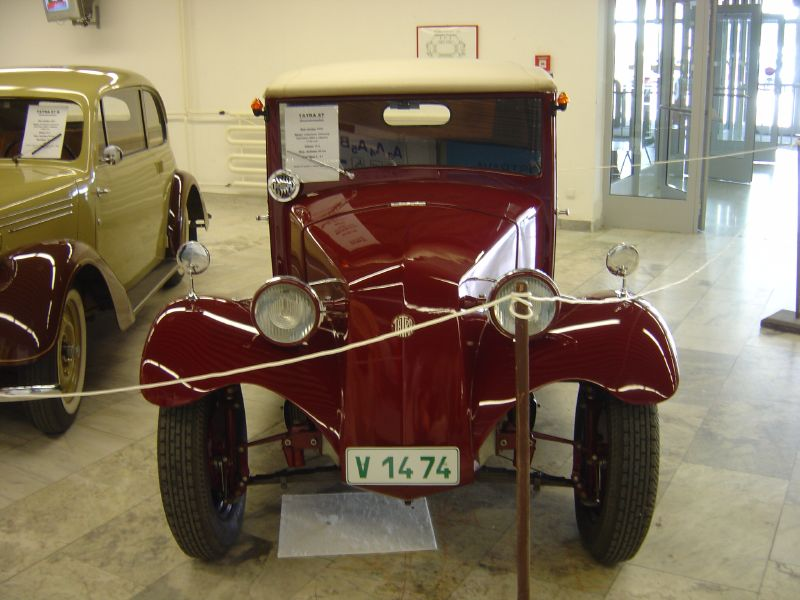
Frontmaske
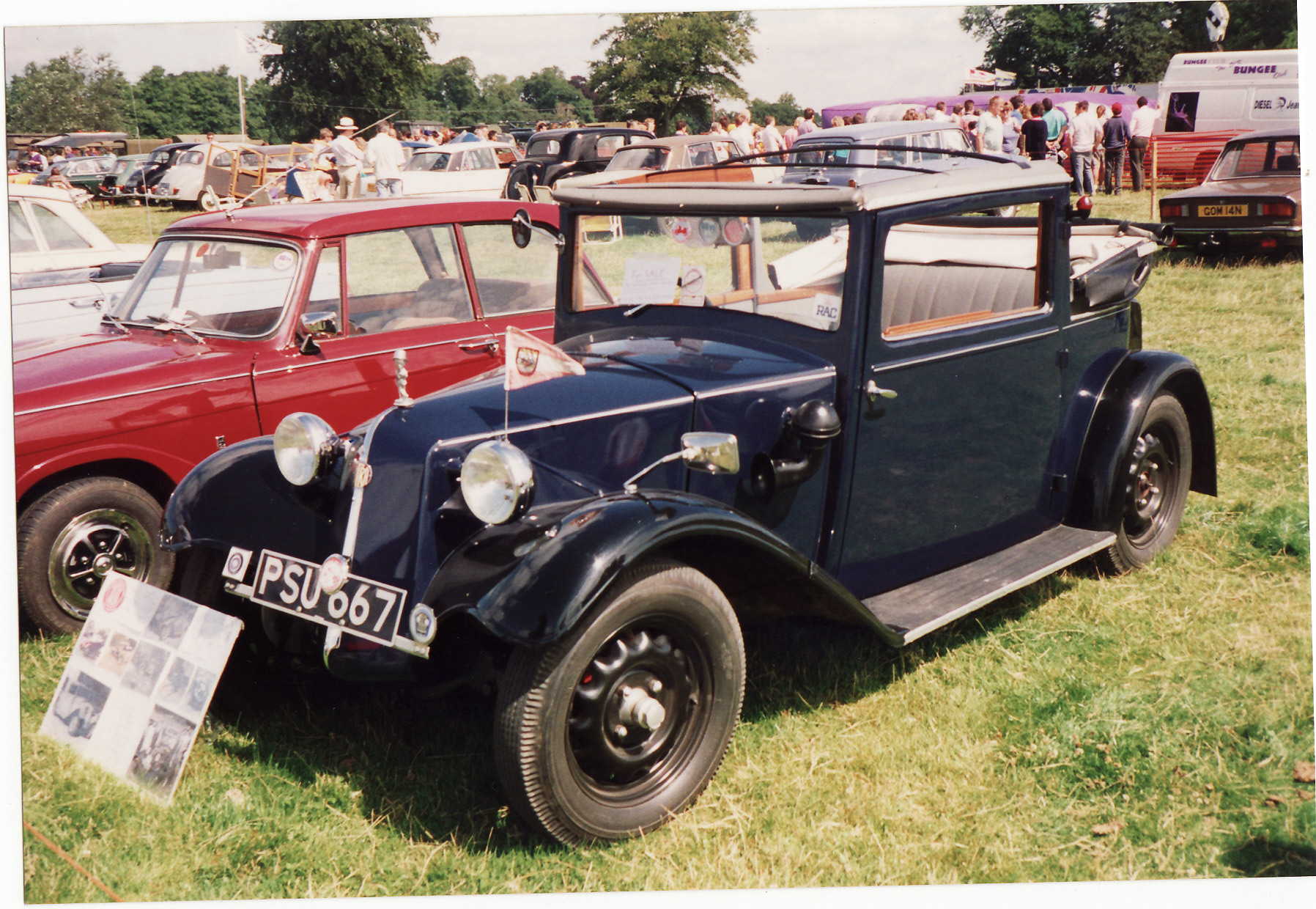
Cabriolimousine
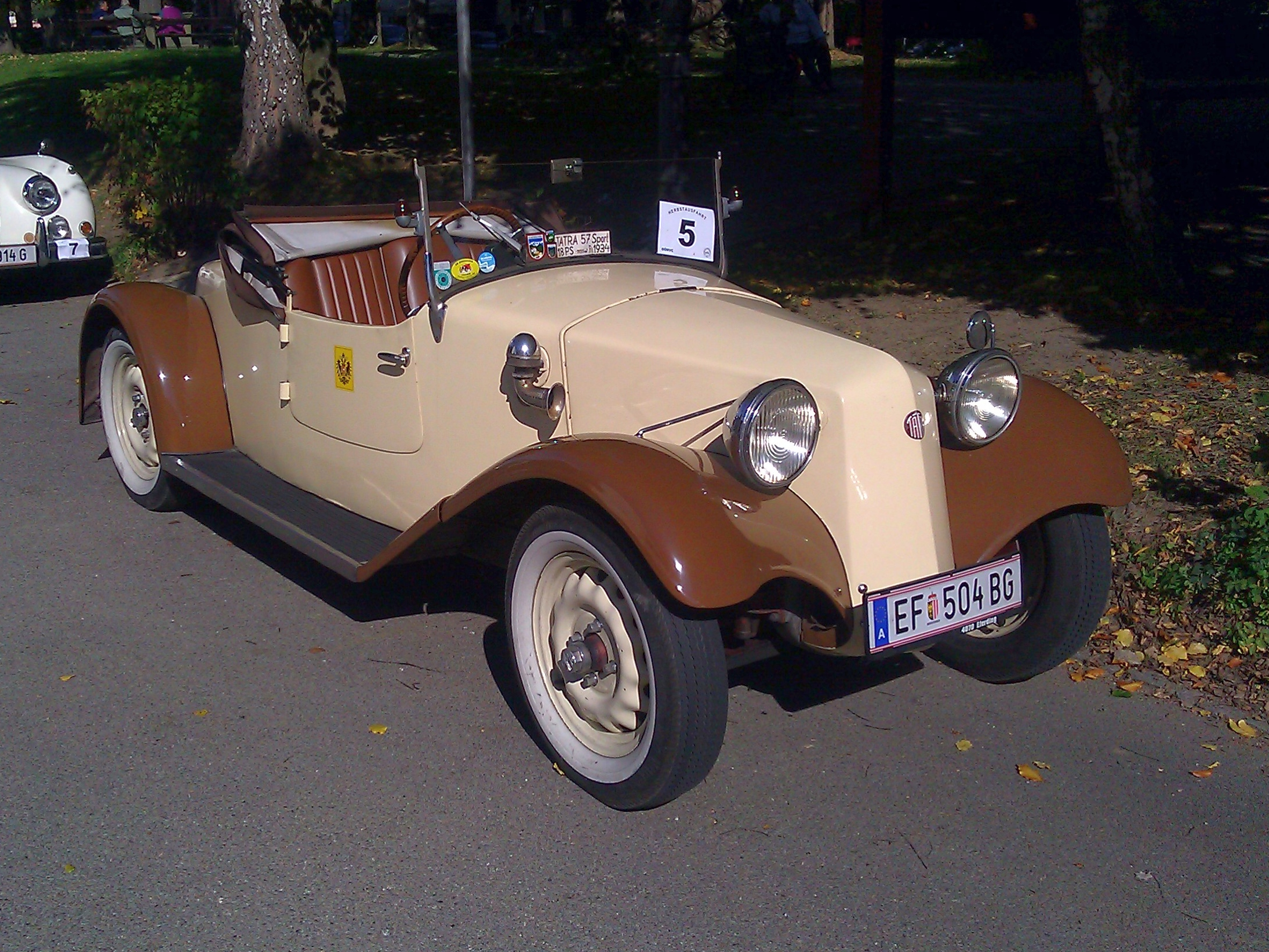
Roadster

### Tatra 57 A
Der Tatra 57 A löste das vorherige Modell ab. Als Bauzeit sind 1935 bis 1938, 1936 bis 1938 und 1937 bis 1939 angegeben. Eine weitere Quelle nennt nur das Einführungsjahr 1936.
Der Hubraum blieb unverändert. Die Motorleistung stieg laut zweier Quellen auf 22 PS bei einer Drehzahl von 3500 pro Minute, während es laut einer anderen 19,8 PS bzw. 20 PS sind.
Der Radstand beträgt je nach Quelle 2550 mm oder 2560 mm und die Spurweite 1200 mm. Die Fahrzeuge sind je nach Quelle 3500 mm bis 4000 mm, 3750 mm oder 4000 mm lang, 1500 bis 1550 mm oder 1550 mm breit und 1300 bis 1500 mm, 1500 mm oder 1520 mm hoch. Sie wiegen entweder 870 kg oder 900 kg. Sie können 85 km/h erreichen.
Aufbauten als Limousine, Cabriolet, Cabriolimousine, Roadster, Kombi und Pick-up sind bekannt. Außerdem werden offene Kübelwagen für die Polizei genannt.
Die Fahrzeugfront hat eine leicht V-förmige, schräg gestellte Kühlergrillattrappe, die im unteren Bereich nach vorne gewölbt ist, und jener des Tatra 75 ähnelt. An den Seiten der Motorhaube sind drei unterschiedlich lange waagerechte Leisten in Wagenfarbe angebracht. Außerdem wurde die Reifengröße auf 16 Zoll reduziert.
Austro-Tatra in Wien montierte das Modell ebenfalls und nannte es Austro-Tatra 57 A.
4000 Fahrzeuge sollen bei Tatra und 515 Fahrzeuge bei Austro-Tatra gefertigt worden sein. Zwei andere Quellen nennen 8019 Fahrzeuge ohne Hinweis auf die Produktion in Wien.

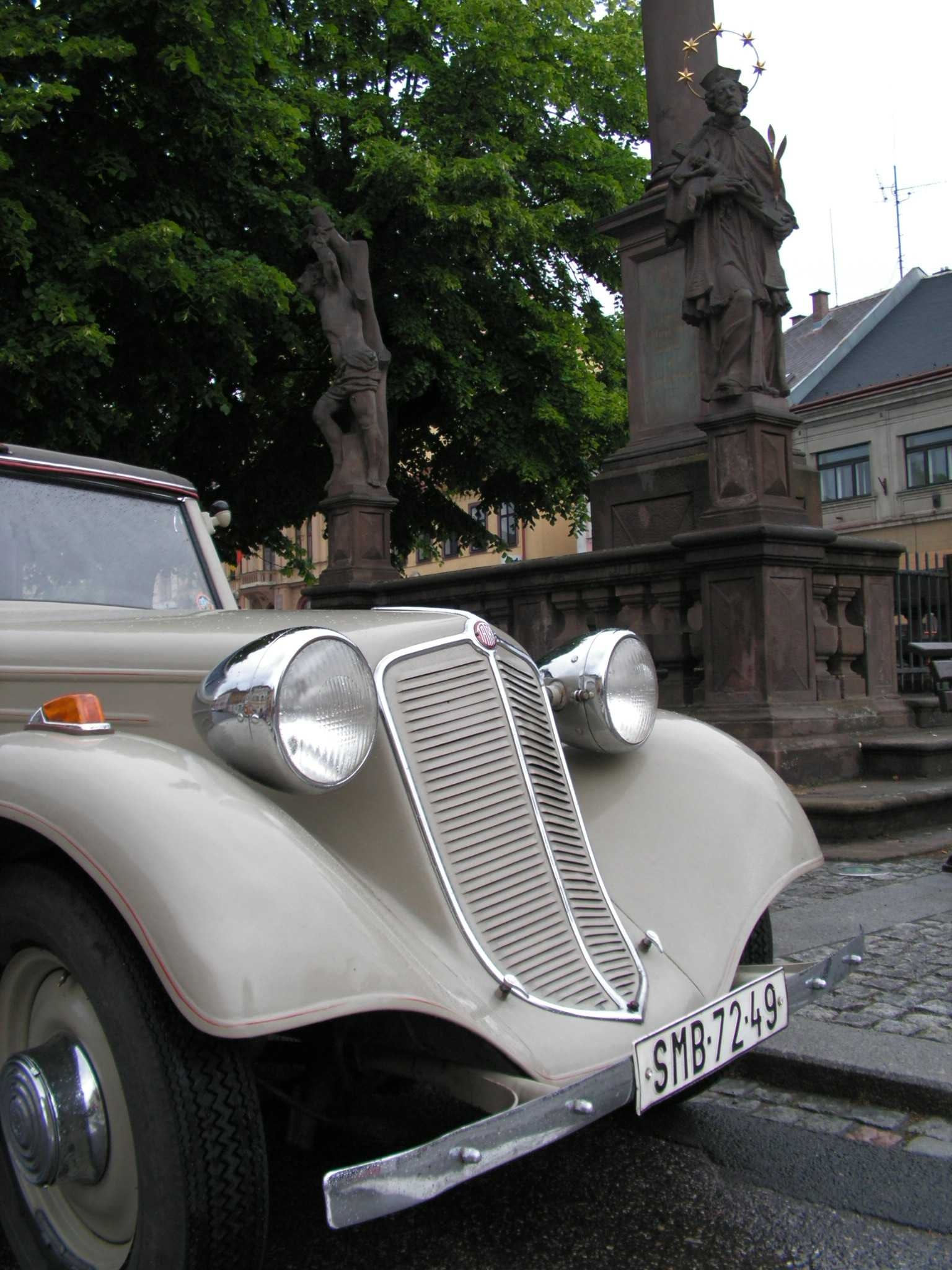
Kühlergrillattrappe
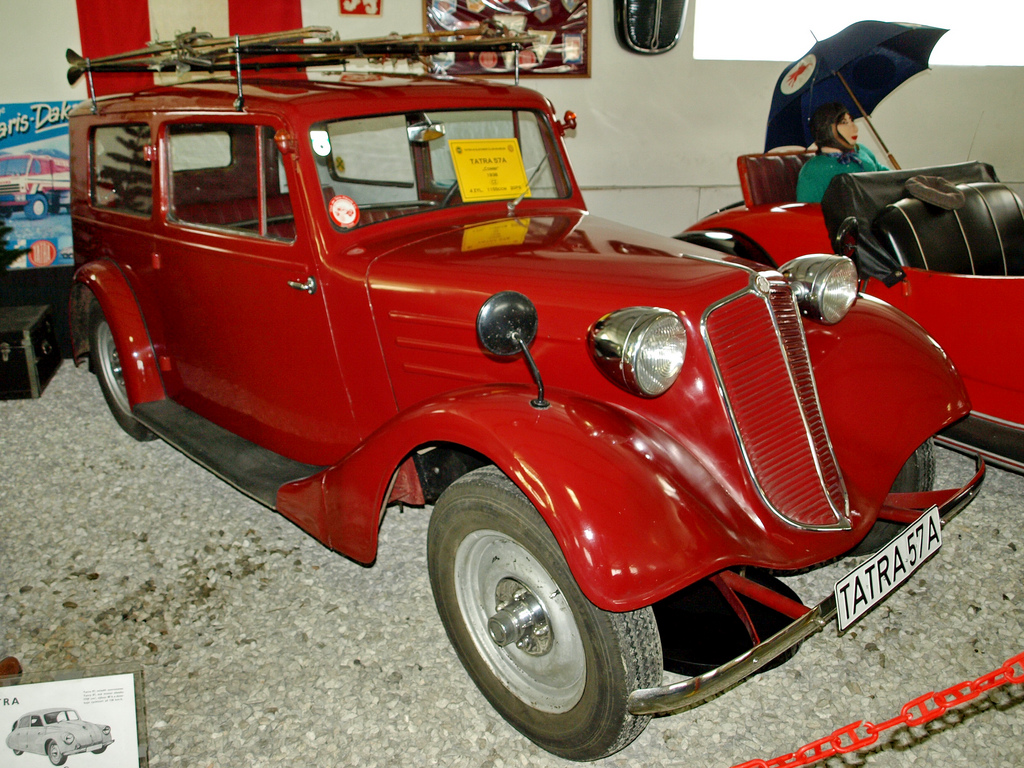
Kombi
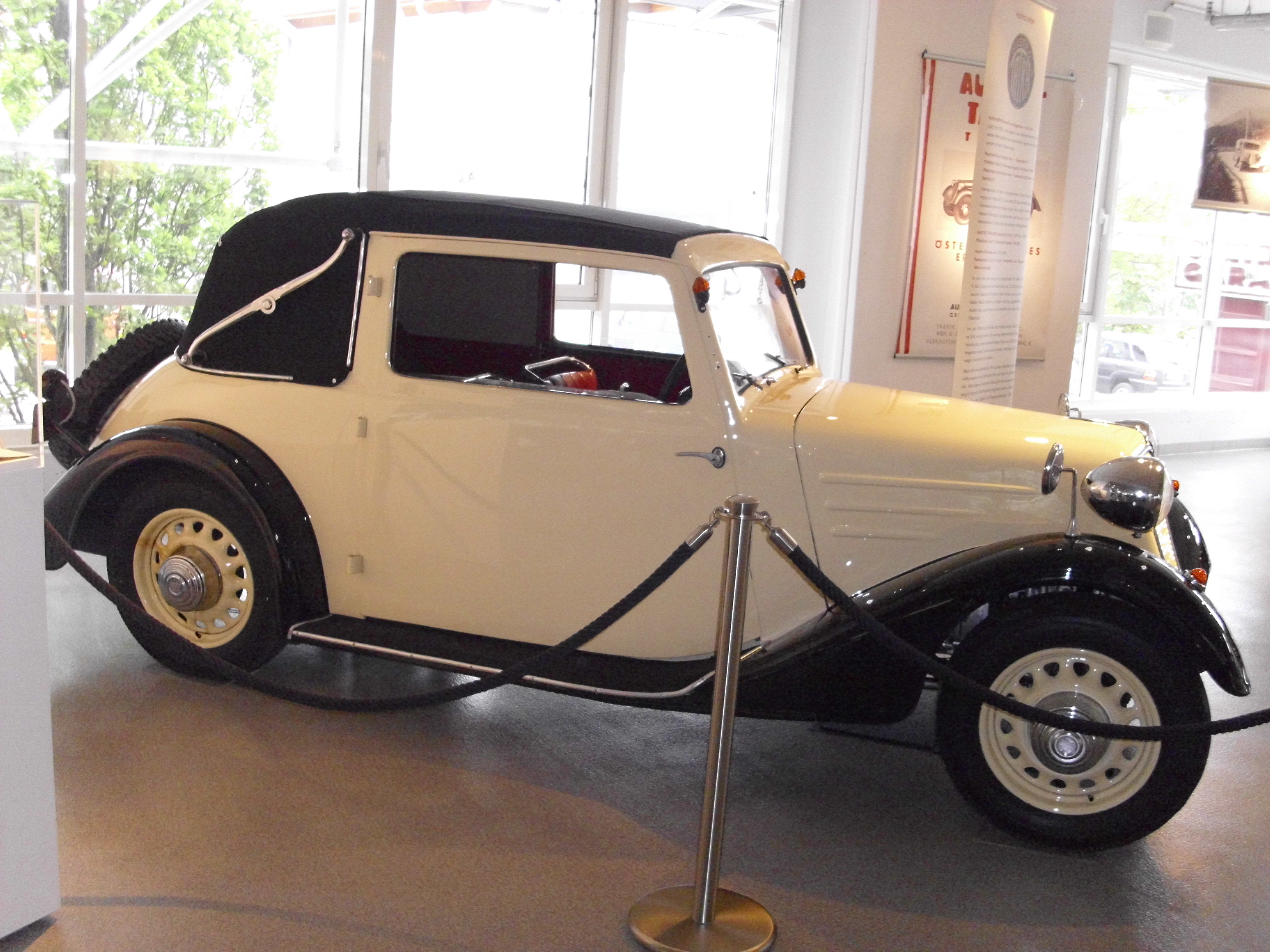
Austro-Tatra 57 A

### Tatra 57 B
Der Tatra 57 B folgte je nach Quelle 1938 oder 1939 und wurde bis 1948 oder 1949 angeboten.
Die Zylinderbohrung wurde auf 73 mm erhöht. Das ergibt 1255 cm³ Hubraum. Die Leistung lag bei 25 PS bis 25,2 PS. Damit sind 90 km/h Höchstgeschwindigkeit zu erreichen.
2550 mm Radstand und 1200 mm Spurweite sind einheitlich angegeben. Ebenso gibt es bei den Fahrzeugabmessungen mit 4000 mm Länge, 1550 mm Breite und 1520 mm Höhe keine Abweichungen. Das Fahrzeug wiegt 930 kg.
Bekannt sind Aufbauten als Limousine, teilweise mit Schiebedach, und Kastenwagen.
Die Kühlergrillattrappe ist bauchig ohne die bisherige Wölbung im unteren Bereich nach vorne. Die Seiten der Motorhaube sind mit drei dicht übereinanderliegenden, unterschiedlich langen Chromleisten verziert.
2017 wurde ein Wagen wiedergefunden, der dem Reichsprotektor von Böhmen und Mähren 1939 ausgeliefert wurde. Besitzer waren unter anderem Konstantin von Neurath, Reinhard Heydrich, Kurt Daluege und Wilhelm Frick.
Eine Quelle berichtet von 1500 Fahrzeugen für die Zeit bis 1940. Eine andere nennt 1147 Limousinen für 1946 und 1719 Limousinen plus 223 Lieferwagen für 1947. Zwei weitere nennen 6469 Fahrzeuge über die gesamte Produktionszeit. Eine Quelle nennt 3089 Fahrzeuge für die Jahrgänge 1946 bis 1947.

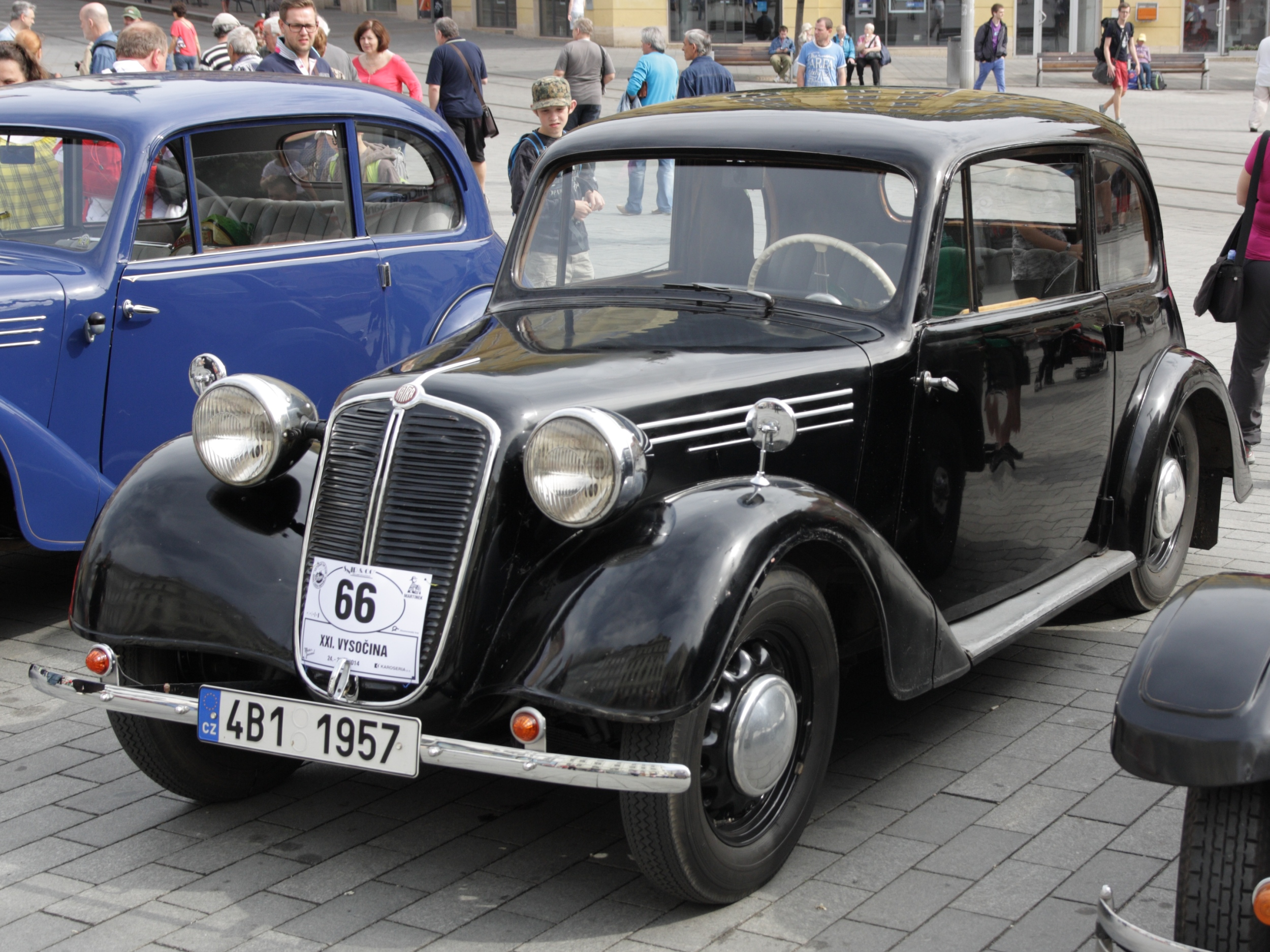
Geänderte Kühlergrillattrappe und drei Chromleisten
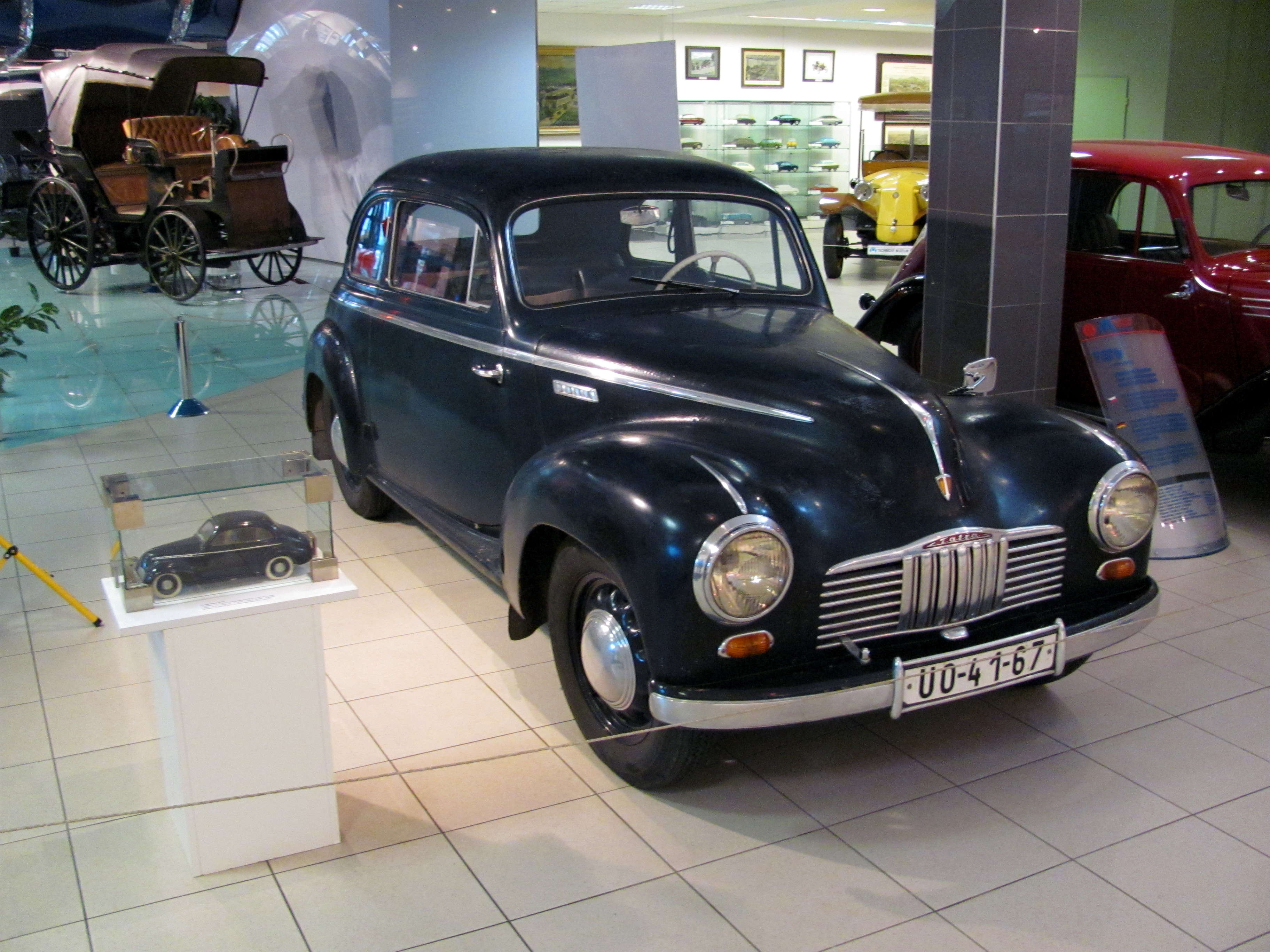
Sonderkarosserie von Sodomka

### Tatra 57 K
Der Tatra 57 K ist eine Variante des 57 B. Sie wurde je nach Quelle von 1941 bis 1948 oder von 1942 bis 1948 hergestellt.
Bei gleichem Hubraum wurde die Motorleistung laut einer Quelle auf 23 PS reduziert, laut einer anderen Quelle blieb sie unverändert bei 25,2 PS.
Die Bodenfreiheit wurde durch stärkere Bereifung um einen Zentimeter erhöht. Der Aufbau ist ein offener Kübelwagen mit vier Türen. Das Fahrzeug ist 3980 mm lang, 1550 mm breit, 1690 mm hoch und wiegt 870 kg.
Bei der Wehrmacht wurde dieses Fahrzeug unter der Bezeichnung „Leichter Personenkraftwagen 1,3 Tatra, Baureihe 57 K“ geführt.
6055 Fahrzeuge dieses Typs wurden laut einer Quelle hergestellt, laut einer anderen 6540.

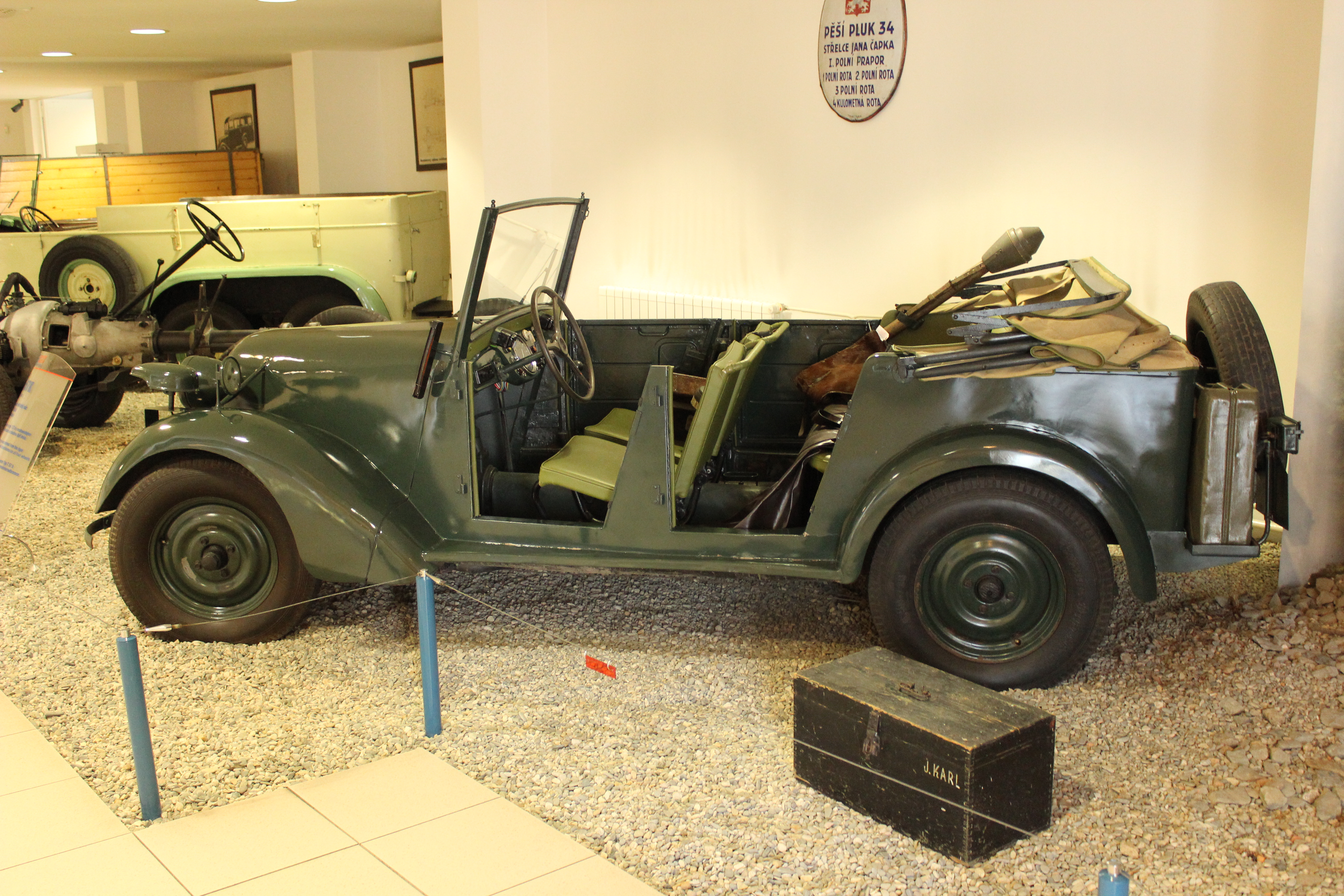
Kübelwagen Tatra
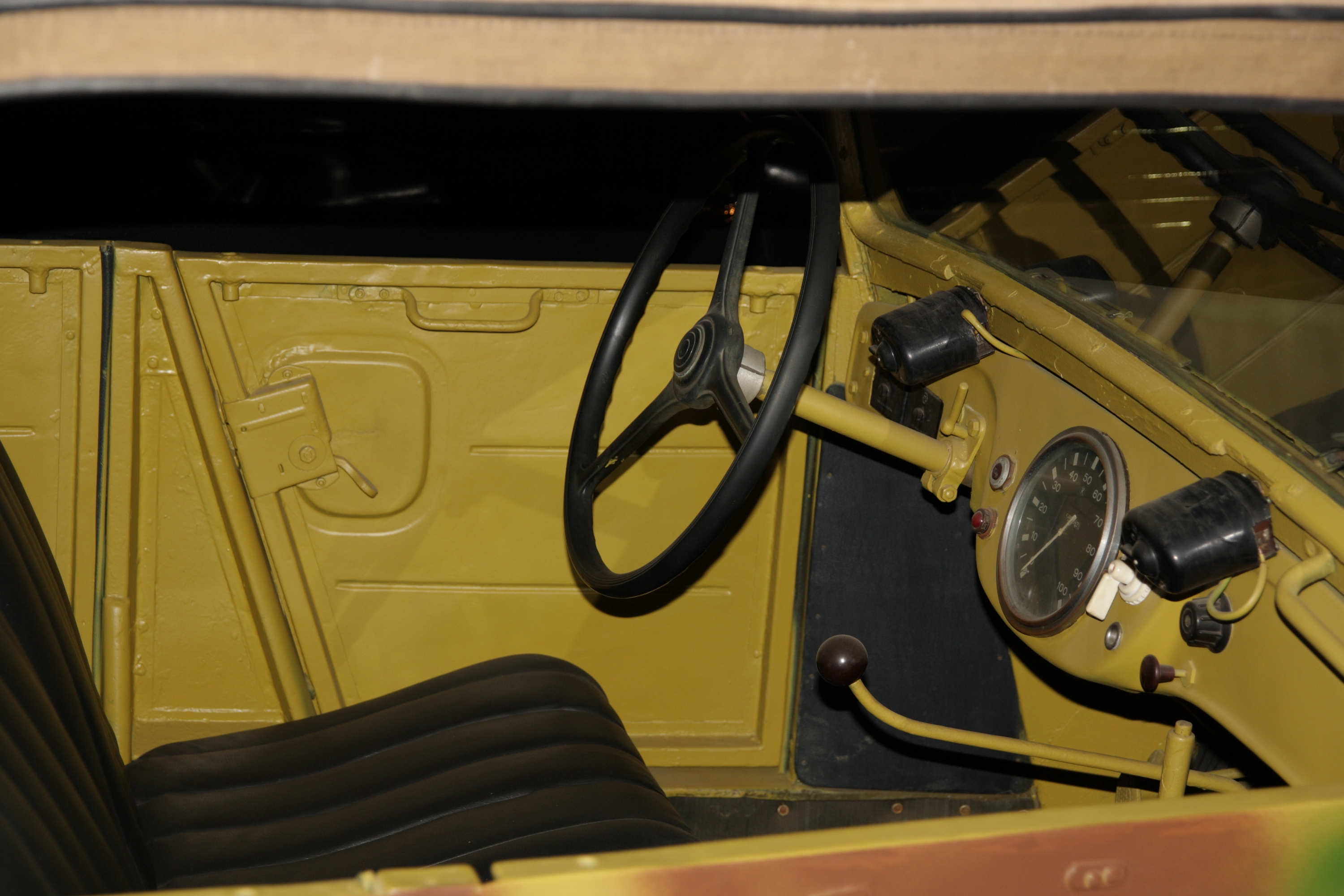
Innenraum und Armaturenbrett
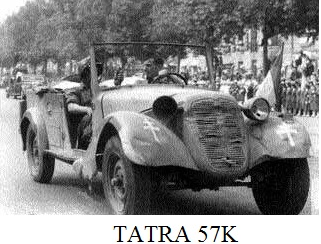
Tatra 57 K bei der Forces françaises libres

### Austro-Tatra 57 L

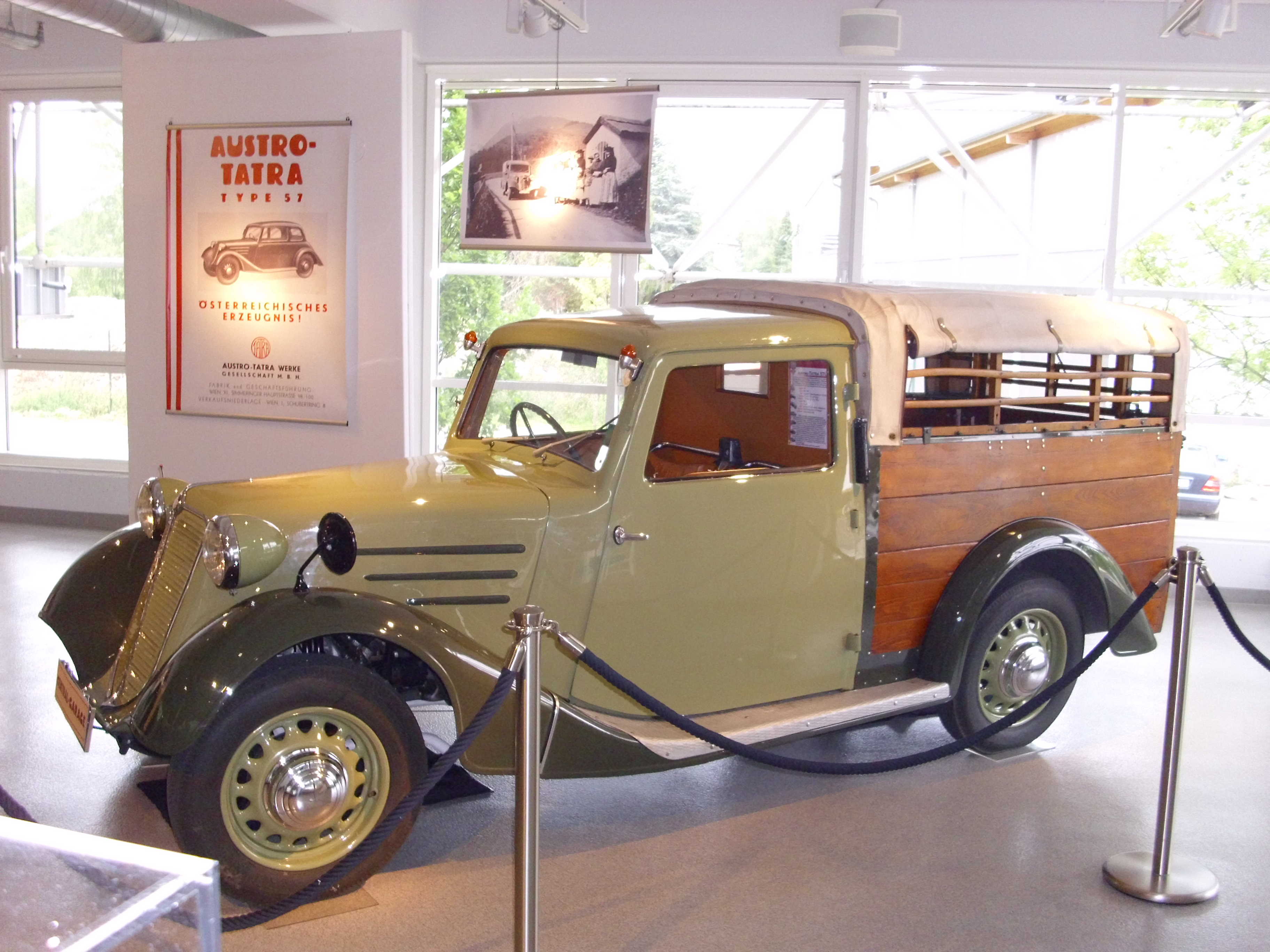
Austro-Tatra 57 L, ein Lieferwagen auf Basis des 57 A

Der Austro-Tatra 57 L basiert auf dem Tatra 57 A. Er wiegt 900 kg und hat einen Pritschenaufbau, um ihn als Lieferfahrzeug bzw. als leichten Lastkraftwagen nutzbar zu machen. Von 1936 bis 1938 wurden etwa 60 Stück dieses Fahrzeuges gebaut. Soweit bekannt, hat nur eines dieser Fahrzeuge überlebt.

## Nachfolgemodelle und Weiternutzung

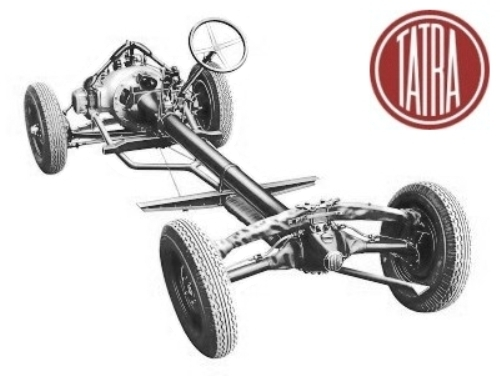
Tatra-Chassis mit Zentralrohrrahmen und Vierzylindermotor

Durch die Entwicklungsarbeiten und Patente von Hans Ledwinka wirkten seine Erfindungen zunächst in den Modellreihen von Tatra und später auch bei etlichen anderen Kraftfahrzeugherstellern. Nach dem Tatra 12 mit Zweizylindermotor erschien 1926 der Vierzylindermotor von Ledwinka im Tatra 30. Dem folgten 1929 der Zwischentyp Tatra 30/52 und 1930 der Tatra 52. 1931 folgte die Sparversion Tatra 54 und ab 1932 wurde der 57 angeboten; ebenfalls mit Vierzylindermotor in der Front und mit Hinterradantrieb. Der Tatra 75 hatte von 1934 bis 1942 eine deutlich längere Bauzeit.

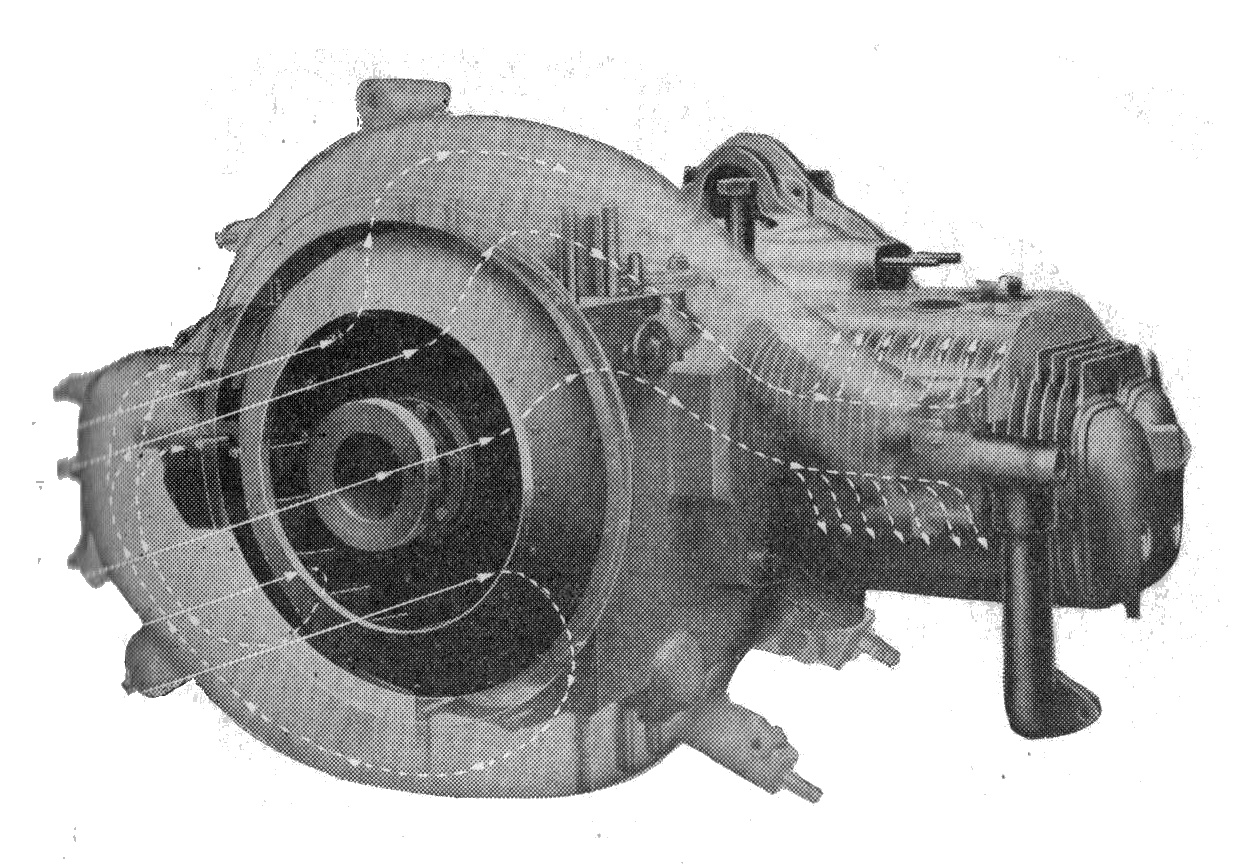
Stoewer-Vierzylindermotor (Ledwinka-Entwicklung)

Der Röhr Junior wurde basierend auf einer Lizenzfertigung des Tatra 75 ab 1933 von der Röhr Auto AG in Ober-Ramstadt gebaut. Nach dem Konkurs von Röhr wurden die Werkzeuge und die Lizenz von der Stoewer-Werke AG in Stettin übernommen, die daraufhin ab 1935 das Modell Stoewer Greif Junior baute, das weiterhin den von Ledwinka entwickelten Motor hatte.
Mit dem auf Heckmotor geänderten Antrieb erschien um 1931 der Tatra V 570 mit einem obengesteuerten, luftgekühlten Zweizylindermotor; er blieb jedoch 1933 im Prototypenstadium stecken. Er wurde Vorbild für den windschlüpfigen Luxuswagen Tatra 77 von 1934 mit luftgekühltem 3-Liter-V-Achtzylindermotor im Heck.
Ledwinka hatte für das Heckantriebskonzept und für die gebläsegekühlten Motoren zahlreiche Patente angemeldet, die später auch in den KdF-Wagen einflossen. Konstruktionsdetails von Heckantrieb und Zentralrohrrahmen übernahm Ferdinand Porsche unter Patentverletzung für den VW Käfer und Porschefahrzeuge. Porsche soll im Nachhinein zugegeben haben, bei der Entwicklung des KdF-Wagens auf Ideen von Hans Ledwinka zurückgegriffen zu haben. Die Volkswagenwerk AG zahlte 1961 wegen Patentrechtsverletzungen bei Motoren und anderen Konstruktionen 1 Mio. DM an Tatra als Entschädigung.